# Chrabków
Chrabków (do 31 grudnia 2012 Chrapków) – wieś w Polsce, położona w województwie świętokrzyskim, w powiecie pińczowskim, w gminie Pińczów.
W latach 1975–1998 miejscowość administracyjnie należała do województwa kieleckiego.

## Części wsi
| SIMC    | Nazwa    | Rodzaj     |
| ------- | -------- | ---------- |
| 0262846 | Podlesie | przysiółek |

## Historia
Jeszcze w XIX wieku miejscowość znana była pod nazwą Chrapków.

Na przełomie XVIII i XIX wieku stanowiła własność rodziny Romanowskich herbu Bożawola. Synem jednego z właścicieli – Józefa Romanowskiego był Filip Nereusz (1794-1853), malarz i wykładowca, uczeń wielkiego XVIII-wiecznego artysty Jana Chrzciciela Lampiego.
W latach 30. XIX wieku mieszkał tu Józef Kenig (1821–1900) (przez matkę spokrewniony z Romanowskimi), uznawany za jednego z wybitniejszych polskich dziennikarzy i krytyków teatralnych XIX wieku.
Według spisu ludności z 1827 r. w Chrabkowie w 17 domach mieszkało 97 osób.
W XX wieku resztkę dawnych dóbr Romanowskich, z terenem dworu i parku zakupiła rodzina Oleszczyków, którzy pozostali tu właścicielami do końca II wojny światowej (na cmentarzu w Sędziejowicach – parafii Chrabkowa – jest grób Jana Oleszczyka, „właściciela dóbr Chrabków”).

## Zabytki
- Zachowały się resztki parku dworskiego z XIX wieku.